# Thạnh Phước, Tây Ninh
Thạnh Phước là một xã thuộc tỉnh Tây Ninh, Việt Nam.

## Địa lý
Xã Thạnh Phước có vị trí địa lý:
- Phía đông giáp xã Thạnh Phú
- Phía tây giáp huyện Mộc Hóa
- Phía nam giáp xã Thủy Tây và huyện Tân Thạnh
- Phía bắc giáp xã Tân Hiệp và huyện Mộc Hóa.

Xã có diện tích 78,65 km², dân số năm 1999 là 7.228 người, mật độ dân số đạt 92 người/km².

## Hành chính
Xã được chia thành 4 ấp: Ông Quới, Đá Biên, Cả Sáu, Đình.

## Lịch sử
Sau năm 1975, Thạnh Phước là một xã thuộc huyện Mộc Hóa.
Ngày 26 tháng 6 năm 1989, Hội đồng Bộ trưởng ban hành Quyết định 74-HĐBT. Theo đó, chia xã Thạnh Phước thành hai xã Thạnh Phước và Tân Hiệp; đồng thời chuyển các xã Thạnh Phước và Tân Hiệp về huyện Thạnh Hóa mới thành lập.
Sau khi điều chỉnh địa giới hành chính, xã Thạnh Phước còn lại 7.581 ha diện tích tự nhiên và 2.820 người.